# Xã Hampton, Quận Rock Island, Illinois
Xã Hampton (tiếng Anh: Hampton Township) là một xã thuộc quận Rock Island, tiểu bang Illinois, Hoa Kỳ. Năm 2010, dân số của xã này là 21.711 người.